# Ideel kæde
Den ideelle kæde (engelsk: ideal chain eller freely jointed chain (FJC)) er den simpleste model for en polymers konformation og giver et mål for dens udstrækning.

## Modellen
I modellen betragtes en polymer som en lineær kæde, der består af mindre led. Hvert led er helt stift og har længden {\displaystyle a}. Hvis der er {\displaystyle N} led i kæden, er kædelængden {\displaystyle L} følgelig:
{\displaystyle L=Na}
Hvert led kan indtage en hvilken som helst vinkel i forhold til det forrige led, inklusiv overlapning. Polymeren følger altså en random walk.

## Afstanden fra den ene ende til den anden
Hvis et led {\displaystyle i} kan beskrives med en enhedsvektor {\displaystyle {\vec {r}}_{i}}, er den den samlede vektor {\displaystyle {\vec {R}}} fra den ene ende af polymeren til den anden givet ved:
{\displaystyle {\vec {R}}=a\sum _{i=1}^{N}{\vec {r}}_{i}}
Prikproduktet - dvs. længden af {\displaystyle {\vec {R}}} i anden - er:
{\displaystyle R^{2}=a^{2}\left(\sum _{i=1}^{N}{\vec {r}}_{i}\right)\cdot \left(\sum _{j=1}^{N}{\vec {r}}_{j}\right)}
{\displaystyle R^{2}=a^{2}\sum _{i,j=1}^{N}{\vec {r}}_{i}\cdot {\vec {r}}_{j}}
Dette resultat afhænger af den specifikke konfiguration, men et gennemsnit over alle konfigurationer kan findes:
{\displaystyle \langle R^{2}\rangle =a^{2}\sum _{i,j=1}^{N}\langle {\vec {r}}_{i}\cdot {\vec {r}}_{j}\rangle }
Da {\displaystyle {\vec {r}}_{i}} og {\displaystyle {\vec {r}}_{j}} er placeret tilfældigt, vil prikproduktet i gennemsnit give nul med undtagelse af {\displaystyle i=j}, da vektoren i så fald ganges med sig selv, hvilket giver én. Det kan skrives som Kroneckers delta {\displaystyle \delta _{ij}}:
{\displaystyle \langle R^{2}\rangle =a^{2}\sum _{i,j=1}^{N}\delta _{ij}}
Da der er {\displaystyle N} led i kæden, vil summen også give {\displaystyle N}:
{\displaystyle \langle R^{2}\rangle =a^{2}N}
Tages kvadratroden har man en root-mean-square-længde {\displaystyle L_{\mathrm {rms} }}:
{\displaystyle L_{\mathrm {rms} }=a{\sqrt {N}}}
Denne størrelse udtrykker, hvor langt polymeren strækker sig eller mere præcist afstanden fra den ene ende af polymeren til den anden. Det ses, at afstanden vokser med {\displaystyle {\sqrt {N}}}, hvilket er langsommere end den fulde kædelængde, der vokser med {\displaystyle N}. Dette kan også udtrykkes med kædelængden:
{\displaystyle L_{\mathrm {rms} }={\sqrt {aL}}}
En polymer vil altså have tendens til at krølle sig sammen, hvilket kaldes en polymer coil. I denne model betragtes polymerens sammenkrølning som et rent entropisk fænomen. Mere avancerede modeller medregner andre bidrag såsom ekskluderet volumen, stivhed i de enkelte led og elektrostatisk frastødning eller tiltrækning etc.

## Gyrationsradius
En lignende værdi, der kan beregnes, er gyrationsradiussen, som beskriver den gennemsnitlige afstand mellem polymerens massemidtpunkt {\displaystyle {\vec {R}}_{\mathrm {CM} }} og hvert enkelt led:
{\displaystyle \langle R_{\mathrm {G} }^{2}\rangle ={\frac {1}{N}}\sum _{i=1}^{N}\langle ({\vec {R}}_{i}-{\vec {R}}_{\mathrm {CM} })^{2}\rangle }
For at finde et udtryk for gyrationsradiussen for den ideelle kæde kan koordinatsystemet for det første vælges således, at massemidpunktet ligger i origo, og positionsvektoren derfor er nul:
{\displaystyle \langle R_{\mathrm {G} }^{2}\rangle ={\frac {1}{N}}\sum _{i=1}^{N}\langle {\vec {R}}_{i}^{2}\rangle }
For at relatere det til den tidligere fundne RMS-længde betragtes nu en sum af afstandene mellem de enkelte led. Afstanden {\displaystyle {\vec {R}}_{ij}} mellem {\displaystyle {\vec {R}}_{i}} og {\displaystyle {\vec {R}}_{j}} er givet ved:
{\displaystyle {\vec {R}}_{ij}={\vec {R}}_{j}-{\vec {R}}_{i}}
Så:
{\displaystyle \sum _{i=1}^{N}\sum _{j=1}^{N}{\vec {R}}_{ij}^{2}=\sum _{i=1}^{N}\sum _{j=1}^{N}({\vec {R}}_{j}-{\vec {R}}_{i})^{2}=\sum _{i=1}^{N}\sum _{j=1}^{N}({\vec {R}}_{j}^{2}+{\vec {R}}_{i}^{2}-2{\vec {R}}_{j}\cdot {\vec {R}}_{i})=N\sum _{j=1}^{N}{\vec {R}}_{j}^{2}+N\sum _{i=1}^{N}{\vec {R}}_{i}^{2}-2\sum _{i=1}^{N}\sum _{j=1}^{N}{\vec {R}}_{j}\cdot {\vec {R}}_{i}}
Det sidste led er blot et produkt af massemidpunkter og derfor nul
{\displaystyle \sum _{i=1}^{N}\sum _{j=1}^{N}{\vec {R}}_{j}\cdot {\vec {R}}_{i}=N^{2}\left({\frac {1}{N}}\sum _{j=1}^{N}{\vec {R}}_{j}\right)\cdot \left({\frac {1}{N}}\sum _{i=1}^{N}{\vec {R}}_{i}\right)=N^{2}{\vec {R}}_{\mathrm {CM} }\cdot {\vec {R}}_{\mathrm {CM} }=0}
Mens resten bliver:
{\displaystyle {\frac {1}{2N}}\sum _{i=1}^{N}\sum _{j=1}^{N}{\vec {R}}_{ij}^{2}=\sum _{i=1}^{N}{\vec {R}}_{i}^{2}}
Dermed kan gyrationsradiussen skrives som:
{\displaystyle \langle R_{\mathrm {G} }^{2}\rangle ={\frac {1}{2N^{2}}}\sum _{i=1}^{N}\sum _{j=1}^{N}\langle {\vec {R}}_{ij}^{2}\rangle }
Det ses, at elementerne i summen er RMS-længder, så de kan erstattes af det forrige fundne udtryk:
{\displaystyle \langle R_{\mathrm {G} }^{2}\rangle ={\frac {1}{2N^{2}}}\sum _{i=1}^{N}\sum _{j=1}^{N}a^{2}|j-i|}
hvor {\displaystyle N} her er erstattet af {\displaystyle |j-i|}, hvilket er antallet af led i hver RMS-længde. Denne dobbeltsum kan skrives som to separate summer
{\displaystyle \langle R_{\mathrm {G} }^{2}\rangle ={\frac {a^{2}}{2N^{2}}}\left(2N\sum _{i=1}^{N}i-2\sum _{i=1}^{N}i^{2}\right)}
og disse summer kan evalueres:
{\displaystyle \langle R_{\mathrm {G} }^{2}\rangle ={\frac {a^{2}}{N^{2}}}\left(N{\frac {N(N+1)}{2}}-{\frac {N(N+1)(2N+1)}{6}}\right)={\frac {a^{2}}{N^{2}}}\cdot {\frac {3N^{2}(N+1)-N(N+1)(2N+1)}{6}}=a^{2}{\frac {(N+1)(N-1)}{6N}}=a^{2}{\frac {N^{2}-1}{6N}}}
For store værdier af {\displaystyle N} er det andet led i tælleren negligibelt, og gyrationsradiussen er derfor givet ved:
{\displaystyle \langle R_{\mathrm {G} }^{2}\rangle ={\frac {Na^{2}}{6}}}
Gyrationsradiussen kan altså også skrives som:
{\displaystyle \langle R_{\mathrm {G} }^{2}\rangle ={\frac {\langle R^{2}\rangle }{6}}}
eller
{\displaystyle R_{\mathrm {G} }\equiv {\sqrt {\langle R_{\mathrm {G} }^{2}\rangle }}={\sqrt {\frac {aL}{6}}}}
Det ses, at gyrationsradiussen altså har samme afhængighed af {\displaystyle N} som RMS-længden.

## Persistenslængde
For den ideelle kæde er persistenslængden nul. Dvs. at det enkelte led ikke afhænger af de andre led. Dette kan vises ved at beregne korrelationsfunktionen mellem led {\displaystyle s} og led {\displaystyle t}, der ligesom ved beregningen af {\displaystyle L_{rms}} er lig med Kroneckers delta:
{\displaystyle \langle {\vec {r}}_{s}\cdot {\vec {r}}_{t}\rangle =\delta _{st}}
Hvis der i stedet er en bøjningsenergi forbundet med vinklen mellem naboled - som det fx er tilfældet i den diskrete Kratky-Porod-model og den kontinuere ormelignende kæde - vil persistenslængden være større end nul.